# Getto radomszczańskie
Getto radomszczańskie (niem. Ghetto Radomsko) – getto utworzone w 1939 dla ludności żydowskiej przez niemiecką, nazistowską administrację okupowanej Polski w Radomsku.
Getto w Radomsku utworzono w grudniu 1939 dla miejscowej ludności żydowskiej, jak również z okolicznych miejscowości a także z Poznania i Płocka. Jesienią 1942 odbyły się dwie deportacje (9 i 14 października) do obozu zagłady w Treblince, podczas których wywieziono  5.000 i 9.000 Żydów. Następnie obszar getta zmieszczono. Wtedy znaleźli się w nim również mieszkańcy innych miejscowości (Żarki, Wodzisław, Pilica). Ostatnia deportacja miała miejsce 6 stycznia 1943, kiedy wywieziono 4.000 Żydów. Pozostałych 250 młodych Żydów kilka dni później wywieziono do obozów pracy, a 1.200 rozstrzelano 12-13 stycznia 1943 na radomszczańskim kirkucie. Obszar getta obejmował teren między ulicami: Schwarzenweg (Mickiewicza), Radomerstr. (Przedborska), Stodolna, Wąwozowa (Skoczyńskiego), Spitalstr. (Wyszyńskiego), Fabianiego, Bagstr. (Joselewicza).
Po licznej społeczności żydowskiej zachował się w Radomsku jedynie cmentarz żydowski z ohelem cadyków Rabinowiczów. Wielka Synagoga została zniszczona podczas II wojny światowej, natomiast w Krakowie ocalały synagoga Stowarzyszenia Modlitwy i Dobroczynności Chasydów Radomszczańskich oraz Synagoga chasydów z Radomska. Oprócz tego w Radomsku istnieje Otwarte Muzeum Żydowskie upamiętniające miejsca związane z Żydami.

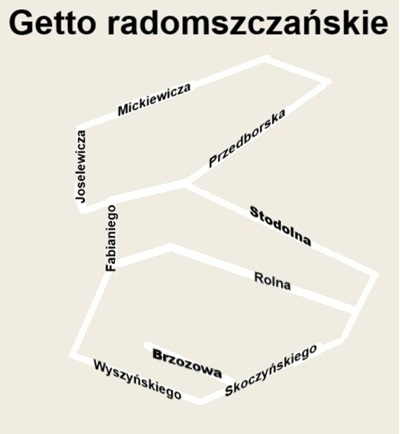
Plan getta
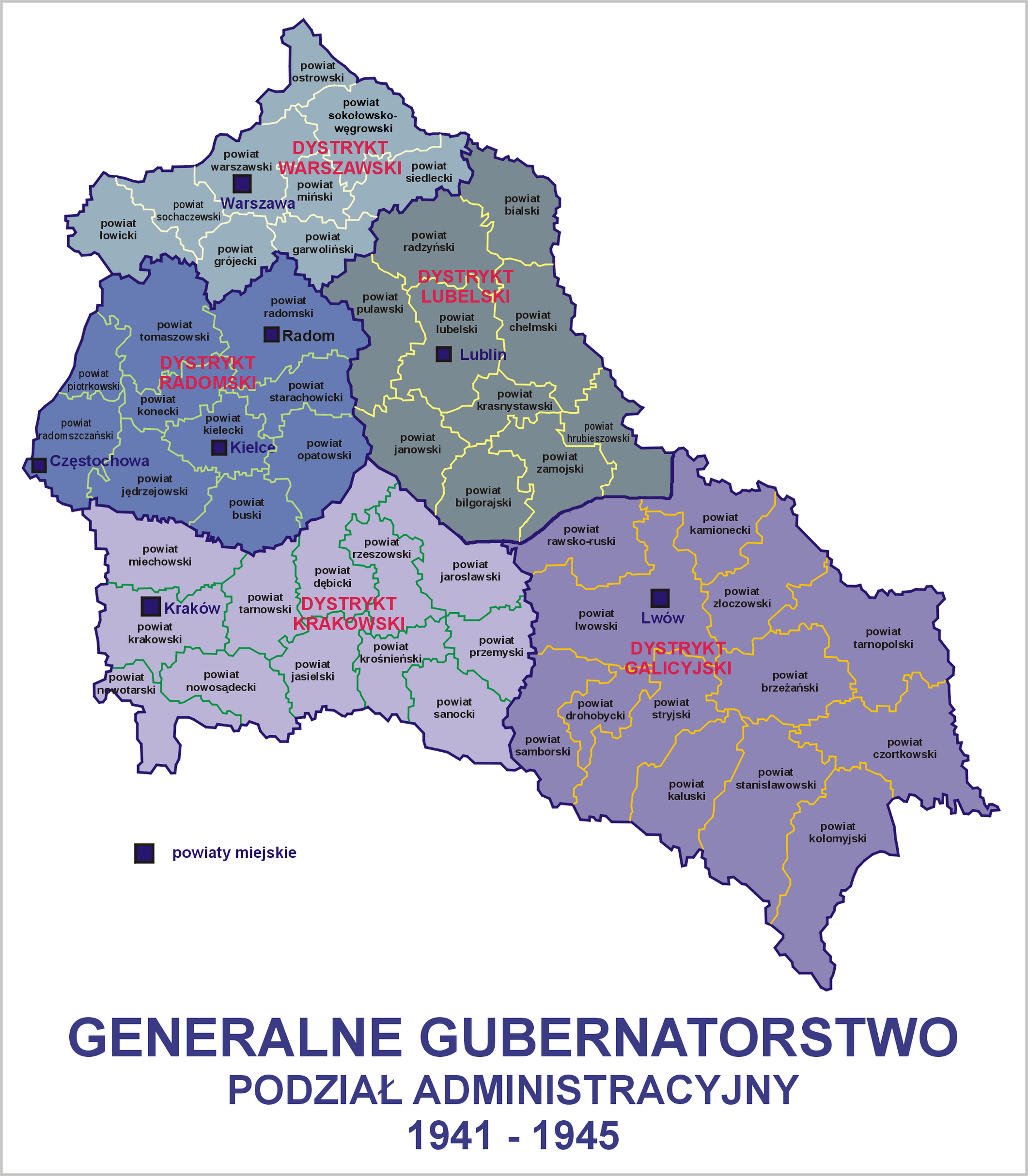
Generalne Gubernatorstwo
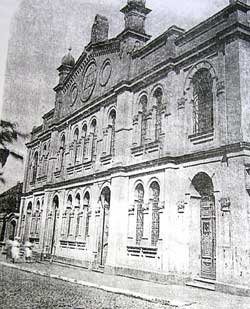
Wielka Synagoga w Radomsku
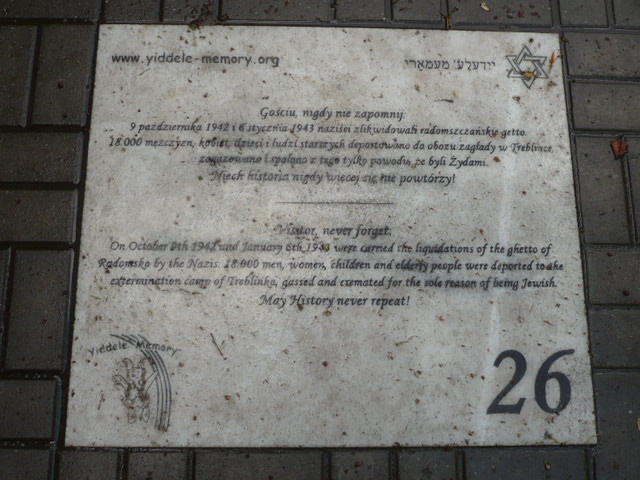
Płyta otwartego muzeum
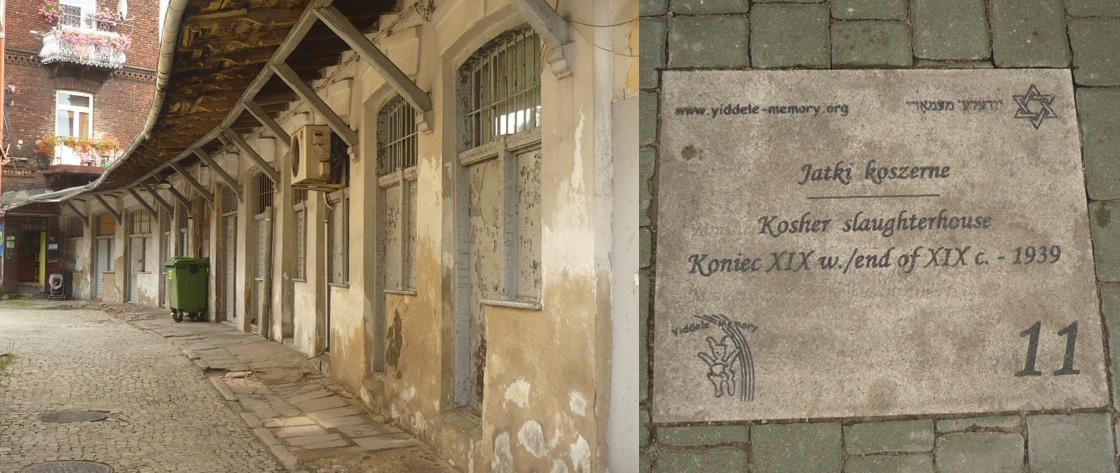
Jatki. Otwarte muzeum
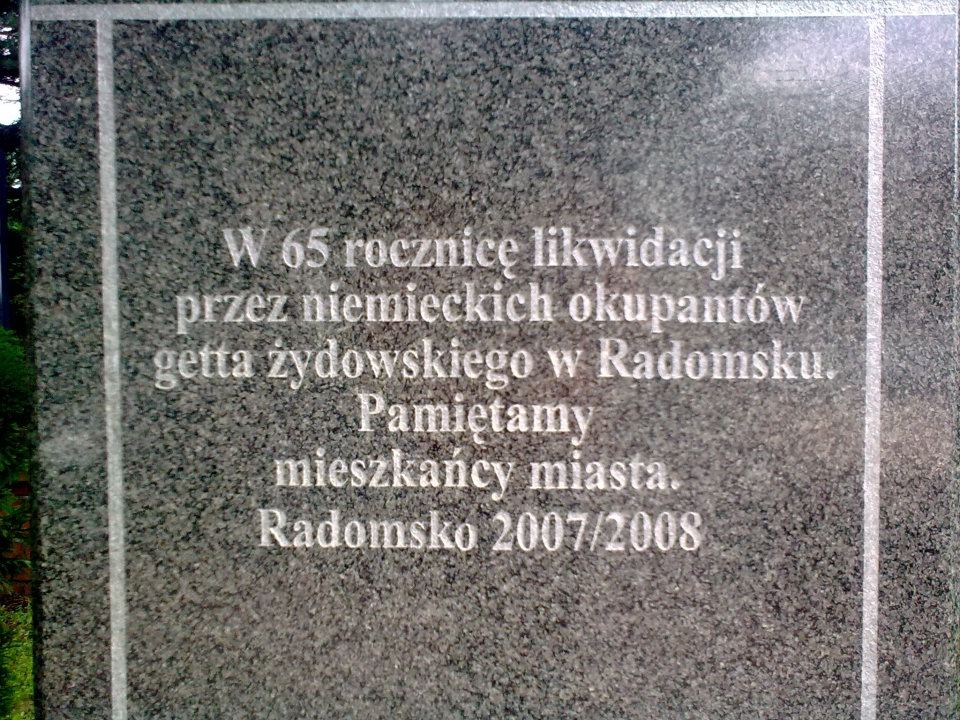
Pomnik
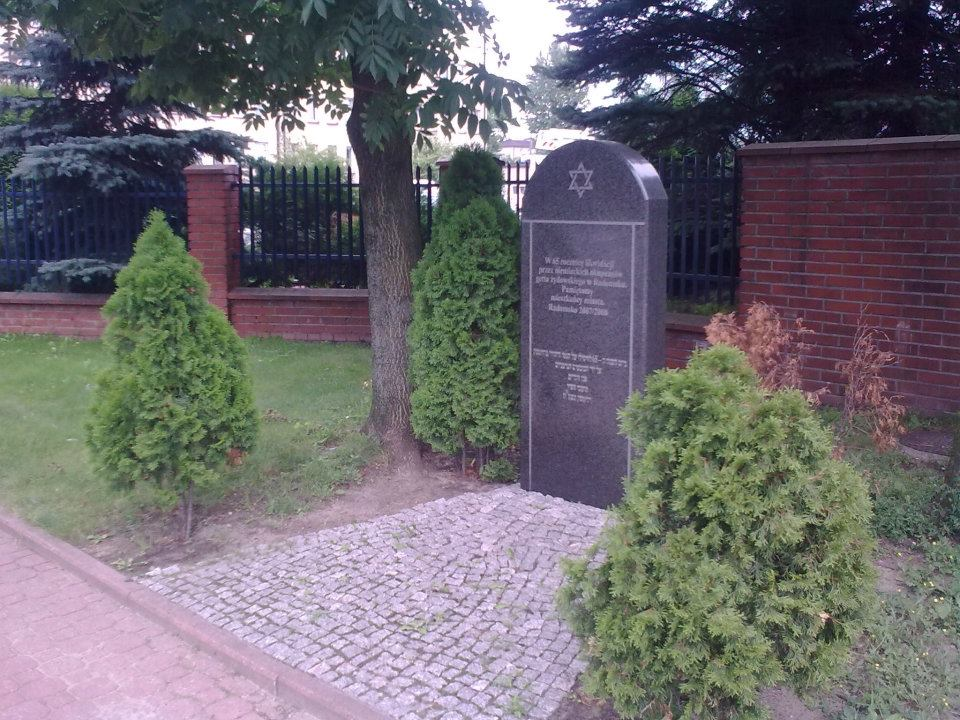
Pomnik
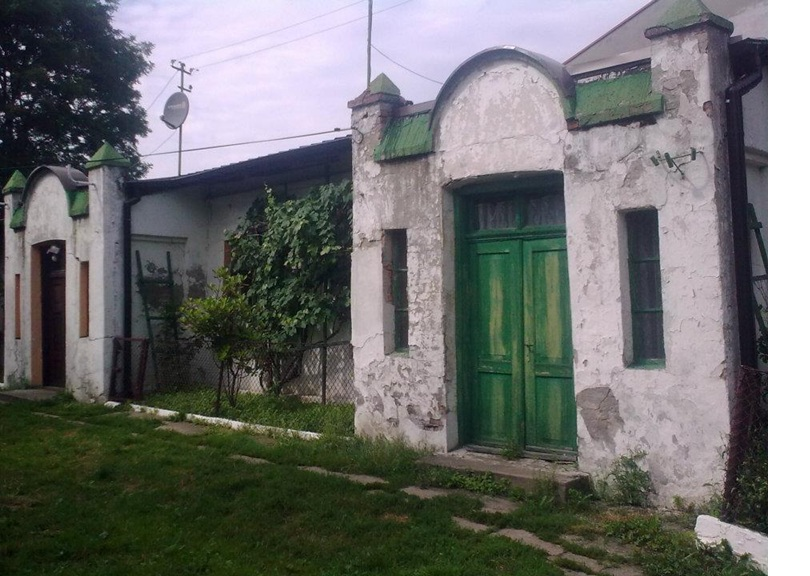
Dom w getcie
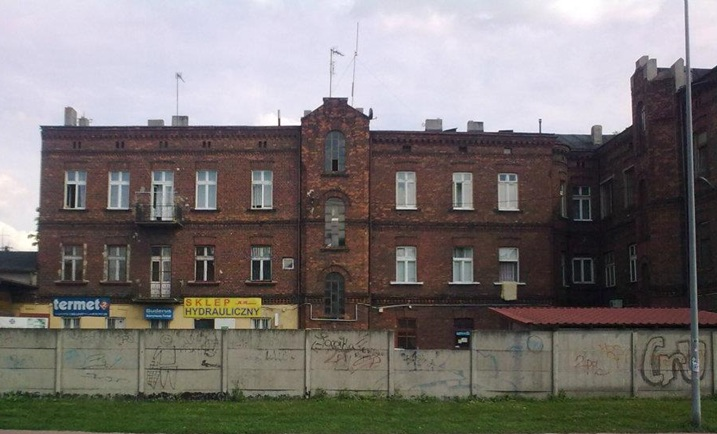
Dom w getcie
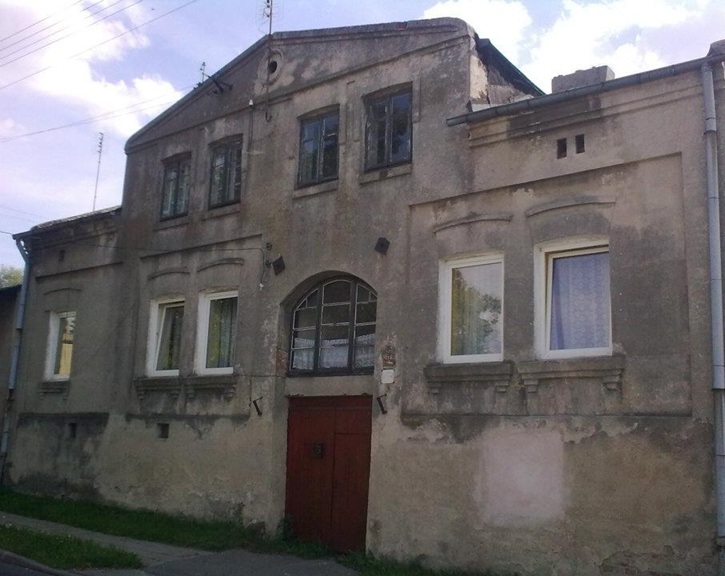
Dom w getcie